# História do Reino Unido

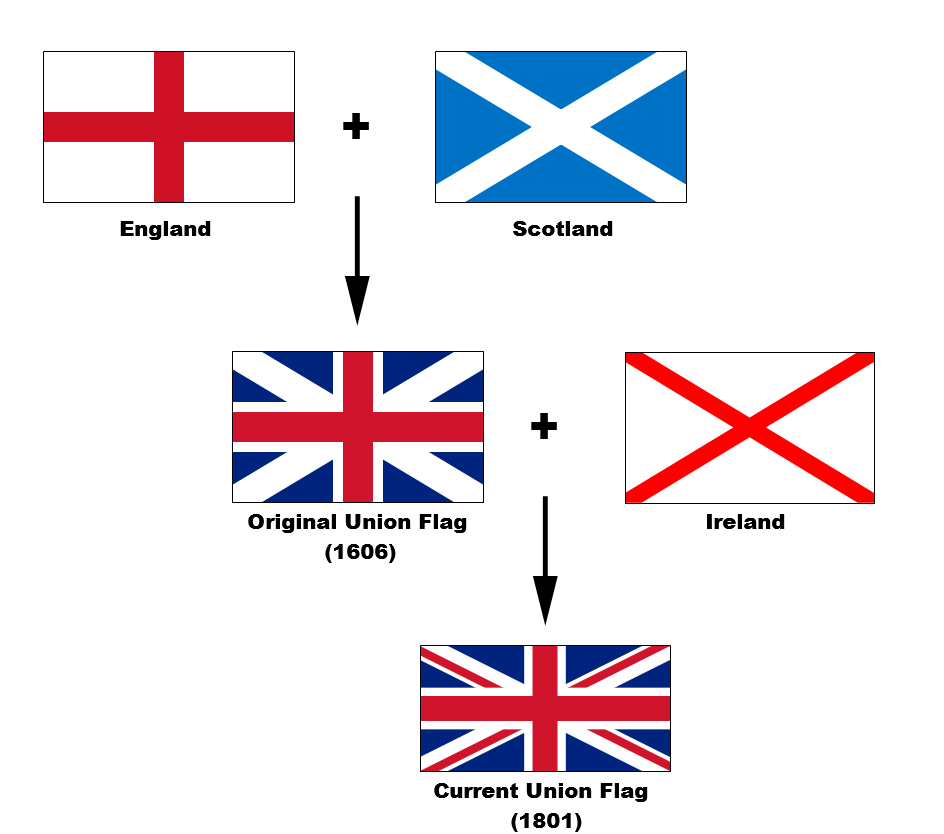
A bandeira do Reino Unido baseia-se nas bandeiras da Inglaterra, da Escócia e da Irlanda.

A História do Reino Unido começa com a formação de um Estado com os Atos de União de 1707, que agregaram o parlamento dos reinos da Inglaterra e da Escócia de modo a criar a Grã-Bretanha. Posteriormente, o Ato de União de 1800 reuniu a Grã-Bretanha e o Reino da Irlanda para estabelecer o Reino Unido da Grã-Bretanha e Irlanda.

Em 1922, com a independência do Estado Livre Irlandês (antecessor imediato da atual República da Irlanda), a Irlanda do Norte permaneceu sob jurisdição do Reino Unido, razão pela qual, desde 1927, o nome oficial daquele Estado é "Reino Unido da Grã-Bretanha e Irlanda do Norte.

## A Conquista do País de Gales
O País de Gales medieval esteve quase sempre dividido em diversos principados independentes, sem uma autoridade única. Quando os normandos invadiram a Grã-Bretanha, avançaram contra as marcas galesas, mais fracas e sem unidade. Os galeses, para enfrentar a ameaça, uniram-se finalmente sob a bandeira de chefes como Llywelyn, o Grande
Os ingleses terminaram por conquistar o País de Gales em 1282, no reinado de Eduardo I; o Estatuto de Rhuddlan estabeleceu formalmente o controle inglês sobre o território em 1284. Para pacificar os galeses, o filho de Eduardo I (o futuro Eduardo II), que havia nascido em Gales, assumiu o título de Príncipe de Gales em 1301, o que fez do território um principado até 1536.
Em 1535, uma lei inglesa concluiu o processo de incorporação do País de Gales à Inglaterra, mandando aplicar ao território o direito inglês e permitindo somente o inglês como língua oficial. O País de Gales passou a enviar representantes para o parlamento em Londres.

## A Conquista da Irlanda
A conquista inglesa da Irlanda começou em 1169, com Henrique II, em reação a uma invasão daquela ilha por um grupo de normandos. Temendo que estes se tornassem muito poderosos, Henrique desembarcou na Irlanda em 1171 e tomou Dublin e arredores.
O século XVI assistiu aos esforços de Londres no sentido de controlar a rebelde nobreza da Irlanda, o que foi feito por meio de persuasão, quando possível, e pela força, quando necessário. A ilha foi declarada um reino em 1541 e, no ano seguinte, Henrique VIII passou a intitular-se rei da Irlanda. Em 1603, o território estava finalmente sob firme controle inglês, a despeito das dificuldades religiosas (os irlandeses eram católicos e os ingleses, anglicanos).

## A Escócia
A Escócia era um reino independente que resistiu às tentativas inglesas de subjugá-lo. A Aliança Auld com os franceses preocupou diversos governos ingleses e deu origem à política de tentar separar a Escócia da França. Essas causas levaram até a Reforma Protestante.
A Reforma Religiosa escocesa causou um conflito entre a antiga religião - o catolicismo - e a nova - o calvinismo. A rainha católica da Escócia, Maria I, foi forçada a abdicar e refugiar-se na Inglaterra, deixando seu filho menor, Jaime VI, sob a guarda de tutores protestantes. Os católicos ingleses a viam como uma herdeira mais legítima ao trono da Inglaterra do que a sua prima protestante Isabel I. Isabel colocou-a em prisão domiciliar e, em meio a rumores de um golpe, mandou executá-la sob a acusação de traição.
Jaime VI sucedeu à sua prima Elizabeth I no trono inglês em 1603, assumindo o título de Jaime I da Inglaterra. Uma união pessoal dos dois reinos manteve, porém, parlamentos separados.

## O Governo Republicano Inglês

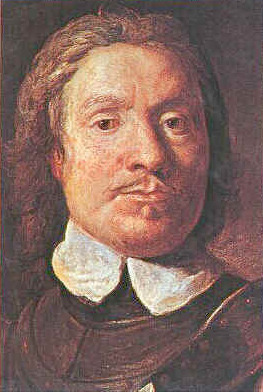
Oliver Cromwell, Lord Protetor da Inglaterra.

A ascensão do filho de Jaime VI & I, Carlos I, ao trono em 1625 marca o início de um período de conflito entre o Rei e o Parlamento. A adesão de Carlos I à doutrina do direito divino atiça uma batalha de supremacia entre o Rei e o Parlamento, que culmina com a primeira guerra civil inglesa (1642-1651). Em 1649, Carlos é decapitado. Isto dá início à República, ou Commonwealth (de 1649 à 1653, seguido por um período de governo pessoal do Lord Protetor Oliver Cromwell. O novo regime era impopular, e a morte de Cromwell em 1658 deixou espaço para o governo de seu filho Richard (1658-1659). Em 1659, o Parlamento negocia a Restauração da monarquia para 1660. O filho de Carlos I, Carlos II, assume o trono.
O período da Commonwealth anexou a Irlanda e a Escócia à Inglaterra e aboliu suas autonomias legislativas. A Irlanda foi particularmente tocada pelo período de guerras civis; a rebelião católica dos senhores de terras irlandeses foi reprimida com uma invasão da ilha por Oliver Cromwell, que estabeleceu uma nova elite protestante naquele território. Estima-se que um-terço da população da ilha pereceu ou exilou-se devido ao conflito. Tanto a Irlanda quanto a Escócia tiveram sua autonomia devolvida após a restauração da monarquia na Inglaterra.

## O Ato de União de 1707
Quando foi aprovada o Decreto de Estabelecimento de 1701, o Parlamento Inglês tinha cometido a negligência de não consultar ao Parlamento da Escócia que tentava  preservar a dinastía Stuart. O Ato de Estabelecimento, era uma lei inglesa que garantia a sucessão à coroa da Inglaterra a Sofia de Hanôver e seus descendentes protestantes, que esteve ligada aos Stuart por uma filha de Jaime I. Esta disposição buscava a exclusão do trono de um rei favorável ao catolicismo e cortar as pretensões de Jaime Francisco Eduardo Stuart.
Em 1704 foi aprovado na Escócia o Ato de Seguridade; ali se estipulava que se a rainha morresse sem descendência, concederia-se aos Estados o poder de eleger ao seguinte monarca escocês entre dos descendentes protestantes da casa real da Escócia. A pessoa eleita pela Escócia não tinha que ser necessariamente a mesma que subiria ao trono inglês. Ainda que não era politicamente o mais conveniente, o Ato obteve o consentimento real quando o Parlamento Escocês ameaçou retirar as tropas escocesas do duque de Marlborough na Europa e negar-se a pagar os impostos.
O Parlamento Inglês, temendo que a Escócia independente restaurasse a Aliança Auld com a França, respondeu com o Ato de Alienação (1705), que impôs grandes sanções econômicas e pela qual os súditos escoceses seriam declarados estrangeiros (ficando com o grave perigo de perder as propriedades que tivessem na Inglaterra), a menos que a Escócia aprovasse o Ato de Seguridade ou aceitasse a união com a Inglaterra. A Escócia preferiu a segunda opção.
Os Artigos da União foram aprovados em 22 de julho de 1706, e foram aceitos pelo Parlamento Escocês e 16 de janeiro de 1707. De acordo com o Ato, Inglaterra e Escócia se converteram em um só reino chamado Grã Bretanha em 1 de maio de 1707. A Escócia enviou 45 deputados para o parlamento unificado em Londres. Criou-se também uma união aduaneira entre os dois países (livre-comércio). Em contrapartida, o direito, a moeda e a Igreja escoceses continuaram separados.

## História da Grã Bretanha

### O reinado da Rainha Ana (1665 - 1714)
Ana foi rainha da Inglaterra a partir de 1665 e se converteu na primeira soberana da Grã Bretanha. Seu reinado ficou marcado pela Ato de União de 1707 (que uniu Inglaterra e Escócia formando a Grã Bretanha) e pelo desenvolvimento do sistema bipartidário (com a presença dos partidos Tory e Whig).
Seu reinado também ficou marcado pela participação da Inglaterra na Guerra de Sucessão Espanhola. Com o fim da guerra, depois da assinatura do tratado de Utrecht, Felipe V, neto do rei francês Luis XIV, foi decretado rei da Espanha. Algumas colônias espanholas, porém, foram divididas entre vários príncipes europeus; Grã Bretanha obteve os territórios de Gibraltar e de Menorca. Várias colônias francesas na América do Norte foram também cedidas a Grã Bretanha. Assim terminava a intervenção inglesa na Guerra de Sucessão Espanhola.

### Dinastia Hanôver e o Primeiro Ministro
Sem deixar herdeiros a Rainha Ana foi sucedida pelo Rei Jorge I (1714 - 1727), o primeiro monarca da Casa de Hanôver. Jorge I nasceu na Alemanha e pouco falava inglês. Durante seu reinado, o poder da monarquia diminuiu; começou a se desenvolver o moderno sistema de governo  por Gabinete. Durante os últimos anos de seu reinado, o poder de fato esteve nas mãos de Sir Robert Walpole. Walpole era Ministro da Fazenda na época e embora não houvesse formalmente o título de Primeiro Ministro é considerado por muitos historiadores como primeiro de todos.
Jorge I foi sucedido por seu filho, Jorge II (1727 - 1760), também nascido na Alemanha, segundo monarca de origem não inglesa a assumir o trono e último também. O novo rei envolveu a Inglaterra na Guerra de Sucessão Austríaca (1740-1748). Nomeou Walpole oficialmente Primeiro Ministro.

## Revoluções do século XVIII
A Revolução Industrial foi um período que se estendeu nos meados do século XVIII e início do século XIX com mudanças na agricultura, manufaturamento e transporte que teve um efeito profundo nas condições socioeconómicas e culturais. Iniciado na Inglaterra, subsequentemente se expandiu para todo o mundo em um processo que definiu a industrialização. Naquele tempo a economia baseada em trabalho manual foi substituída por outra dominada pela indústria e manufatura de máquinas. A revolução começou com a mecanização da indústria têxtil e com o desenvolvimento dos processos de ferro. A expansão do comércio foi favorecida pela melhoria das rotas de transportes e posteriormente pelo nascimento da estrada de ferro. Uma das inovações tecnológicas mais importantes foi a máquina a vapor.
Continuando a Dinastia Hanôver, Jorge III se tornou rei em 1760. Durante seu reinado, a Grã- Bretanha entrou em guerra na América do Norte na Guerra da Independência dos Estados Unidos da América. A Grã-Bretanha ainda lutou durante a Revolução Francesa contra às forças napoleônicas. O reinado de Jorge III ficaria marcado pela união da Grã-Bretanha e Irlanda formando o Reino Unido, como consequência disto Jorge III se tornou o único a ser rei da Grã-Bretanha e posteiormente Reino Unido. Destaca-se neste período a liderança do Primeiro Ministro William Pitt, o jovem.

## A Formação do Reino Unido

### O Ato de União de 1800
A invasão normanda da Irlanda em 1170 deu causa a séculos de conflitos, com sucessivos reis ingleses tentando conquistar e pilhar a ilha. No início do século XVII, teve início um processo de colonização inglesa em larga escala da Irlanda. No século XVIII, os irlandeses começaram a reivindicar maior grau de independência para o país. Em 1782, os irlandeses tinham obtido sua independência na Constituição, depois de terem sido dominados durante séculos pela Inglaterra. A União com Grã-Bretanha não era bem vista pelos irlandeses, e já havia sido rechaçada uma moção de união em 1799, mas uma forte campanha do governo britânico e as rebeliões da Irlanda de 1798 fizeram o caminho se tornar mais fácil em 1800.
O Ato de União de 1800, concluído em janeiro de 1801, agregou então as ilhas da Grã-Bretanha e Irlanda num novo Estado denominado Reino Unido da Grã-Bretanha e Irlanda. À Irlanda foi permitido enviar 100 deputados ao parlamento britânico em Londres, além de 28 pares para a Câmara dos Lordes.

## A História do Reino Unido

### Continuação da Dinastia Hanôver
Jorge IV (1820 - 1830) tornou-se Príncipe Regente quando seu pai Jorge III sofreu uma recaída de loucura por causa da porfiria de que padecia. A regência durou nove anos, até a morte de Jorge III em 1820. Durante a maior parte de sua regência e do seu reinado, Robert Banks Jenkinson, conhecido como Lord Liverpool, foi o primeiro-ministro.
Jorge IV foi sucedido por Guilherme IV (1830 - 1837), responsável pela proibição do trabalho de menores e da escravatura em todo o Império Britânico. A legislação reformista mais importante de seu reinado foi o Ato de Reformas de 1832, que modernizou o sistema eleitoral britânico.

### Rainha Vitória (1837 - 1901)

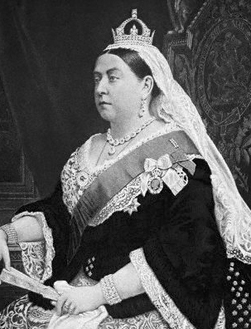
A Rainha Vitória

Última monarca da Casa de Hanôver, Rainha Vitória fez seu reinado ficar marcado por uma grande expansão do Império Britânico. Seu reinado também seria conhecido como a Era Vitoriana.
Em 1835, aos 16 anos de idade, Vitória conheceu seu futuro esposo, o príncipe Alberto de Saxe-Coburgo-Gota. Quando o rei Guilherme IV faleceu, sendo sucedido pela princesa Vitória, esta já havia completado 18 anos, sendo desnecessária uma regência. Devido à Lei Sálica que imperava em Hanôver, Vitória não pôde assumir o reinado de Hanôver acabando, assim, a união entre Reino Unido e o eleitorado de Hanôver.
Em 1837, o Reino Unido teve que reprimir uma série de rebeliões no Canadá e Jamaica. O Reino Unido e a China se envolveram por duas vezes na Guerra do Ópio, a primeira entre 1839 e 1842 e a segunda entre 1856 e 1860.
Apaixonada pela Irlanda, em 1845, quando a Irlanda foi golpeada pela devastação dos cultivos de batata, a rainha em resposta à fome gerada doou pessoalmente £5000.
Em 1851, a primeira Exposição Mundial, conhecida como a Grande Exposição de 1851, foi inaugurada. Organizada pelo príncipe Alberto, a exposição foi oficialmente aberta pela rainha em 1 de maio. Apesar do medo de muitos, provou ser um sucesso incrível.
Em 1854, o Reino Unido se envolveu na Guerra da Crimeia que inicialmente lutaria ao lado do Império Otomano contra a Rússia. Imediatamente antes da entrada do Reino Unido na guerra, os rumores de que a rainha preferia o lado russo fizeram com que sua popularidade diminuísse. Depois de concluída a guerra, a rainha instituiu a condecoração Cruz de Vitória.
O ano de 1861 foi uma época trágica para a rainha com a morte da mãe e de seu marido. A perda do marido que fora seu companheiro, amigo e conselheiro devastou Vitória, que se manteve em estado semi-permanente de luto e usou a cor preta em seus vestidos para o resto de sua vida, evitando aparições públicas, o que a fez ser chamada de a "Viúva de Windsor".
Após a Rebelião Indiana de 1857, contra o governo da Companhia Britânica das Índias Orientais na Índia, ter terminado, aquele território foi colocado sob governo direto da coroa. Em 1887, o título de "Imperatriz da Índia" foi concedido à rainha Vitória.
Depois da morte de Vitória, seu filho primogênito, Eduardo VII, sucedeu-lhe em 1901, tornando-se o primeiro e único monarca da Casa de Saxe-Coburgo-Gota a reinar o Reino Unido até 1910.

## Dinastia de Windsor

### Jorge V (1910–1936)
Jorge V se tornou rei após a morte do pai, Eduardo VII em 1910. Em 1917, devido ao grandes laços familiares com alemães, a família real Britânica resolveu mudar o nome da Dinastia para Windsor pois havia na Inglaterra um sentimento antialemão muito grande causado pela Primeira Guerra Mundial.

#### A República da Irlanda
Em 1916, proclamou-se unilateralmente uma "República Irlandesa" em Dublin, durante o chamado Levante de Páscoa. A revolta foi rapidamente sufocada por forças britânicas, com a morte da maioria dos seus chefes. O ocorrido levou a um aumento do apoio dado pelos irlandeses ao levante; a declaração de independência foi ratificada por um parlamento auto-designado em 1919. Seguiu-se uma guerra anglo-irlandesa, de janeiro de 1919 a junho de 1921.
O tratado anglo-irlandês de 1921, negociado entre representantes da coroa britânica e da nova república irlandesa, estabeleceu o chamado Estado Livre Irlandês, de início como um domínio do Império Britânico tal como o Canadá ou a África do Sul, mas que posteriormente deixou a Commonwealth para tornar-se uma república sem laços constitucionais com o Reino Unido, após a Segunda Guerra Mundial. Seis condados setentrionais  da Irlanda (a Irlanda do Norte), predominantemente protestantes, continuaram a integrar o Reino Unido, renomeado "Reino Unido da Grã-Bretanha e Irlanda do Norte".

### Eduardo VIII
Eduardo VIII (1936), filho de Jorge V, tornou-se o monarca mais rápido da história do Reino Unido após renunciar depois de 326 dias de reinado. Eduardo VIII renunciou ao reinado para se casar com a divorciada Wallis Simpson, uma aristocrata norte-americana que vivia na Inglaterra. Como o monarca britânico é também o líder da Igreja da Inglaterra, vários líderes religiosos e governamentais não aprovaram a união entre o rei e a divorciada Sra. Simpson nem mesmo a família real. Eduardo VIII acabou renunciando e mudando-se do Reino Unido.

### Jorge VI (1936 – 1952)
Jorge VI do Reino Unido, irmão de Eduardo VIII, se tornou monarca após a renuncia do irmão. Foi o último Imperador da Índia (até 1947) e rei da Irlanda que se converteu em república em 1949.
Dentre 24 horas após sua coroação, o parlamento irlandês criou um ato que removia o poder do monarca inglês sobre a Irlanda. Sob seu regime, Jorge VI enfrentou a Segunda Guerra Mundial. Em 1947, a Índia e o Paquistão declararam suas independência. Em 1949, o rei Jorge VI acelerou o fim do Império Britânico e sua transição para a Commonwealth of Nations.

### O Reino Unido na Segunda Guerra Mundial
No dia 3 de setembro de 1939, o Reino Unido e a França declararam guerra à Alemanha. Em 1940, o Reino Unido ocupou a Islândia e instalou bases navais e aéreas nesta ilha do Atlântico Norte. Neste mesmo ano, o primeiro ministro britânico Neville Chamberlain renunciou e Winston Churchill assumiu o cargo. Durante a Segunda Guerra Mundial, o Reino Unido e a Alemanha entraram em um verdadeiro conflito aéreo, a Luftwaffe (força aérea alemã) começou suas operações para destruir a RAF (Real Força Aérea Britânica) e tentar conquistar as Ilhas Britânicas. No outono de 1940, Hitler ordenou o bombardeamento das principais cidades britânicas, na chamada Batalha da Grã-Bretanha ao passo que o Reino Unido bombardeava cidades alemãs. Houve racionamento para sustentar as Forças Armadas, mas não houve aumento de tributação para se reduzir o consumo, pois afetaria desigualmente ricos e pobres. A Segunda Guerra Mundial só chegaria ao fim em 1945 com a vitória dos Aliados do qual o Reino Unido fazia parte.

### Isabel II
Em 1952, após a morte do pai, Jorge VI, Isabel (no Brasil conhecida como Elizabeth II) foi coroada rainha do Reino Unido. Em 1982, o Reino Unido entrou em guerra contra a Argentina pela soberania das Ilhas Malvinas. A Rainha Isabel II teve que enfrentar problemas familiares que vão desde o divórcio do seu filho, Carlos, Príncipe de Gales, até o declínio de sua popularidade pela forma com que tratou publicamente a morte da ex-mulher de Charles, Lady Diana Spencer. Nos assuntos exteriores teve que lidar com conflitos como o nacionalismo da Irlanda do Norte, obtendo sucesso com o final da violência em 2004.

### Primeiros-Ministros (1945 - atual)
Com o final da guerra, Clement Attlee foi eleito primeiro ministro britânico em 1945. Ele criou a National Health Service ou NHS (Serviço Nacional de Saúde) e teve que enfrentar uma grande crise causada pelos prejuízos da guerra.
Em 1951, Winston Churchill voltou a ser eleito primeiro ministro. O Império Britânico estava em declínio, com crises internacionais e os nacionalismos de suas colônias, Churchill  tentou manter sua aproximação com os Estados Unidos. Anthony Eden chegou ao poder em 1955, sem muita experiência económica preferiu manter a aliança com os Estados Unidos de Eisenhower. Em 1956, o canal de Suez foi nacionalizado. Após um mês de negociações e de tentativas de mediação, o Reino Unido, a França e Israel resolveram atacar e ocupar a zona do canal. Os Estados Unidos opuseram-se e as tropas franco-inglesas retiraram.
Harold Macmillan, eleito primeiro ministro em 1957, era especialista em economia, procurou um plano contra o desemprego, e confirmou sua política de descolonização em acordo com a independência de Gana e da Malásia (1957), da Nigéria (1960), e do Quênia (1963), mas manteve a presença britânica no Oriente Médio (Iraque, Omã). Assinou o tratado de proibição de testes nucleares em 1962.
Em pouco tempo como primeiro ministro, Alec Douglas-Home (1963-1964) teve carreira medíocre. Harold Wilson (1964-1970), apoiou os Estados Unidos na Guerra do Vietnã mas não enviou tropas. Edward Heath (1970-1974) teve que enfrentar a questão da Irlanda do Norte com atentados à bomba. O Domingo Sangrento aconteceu durante seu mandato. Em 1971, foi criada a libra esterlina e em 1972, o Reino Unido entrou para a Comunidade Económica Europeia. Reeleito em 1974, Harold Wilson ficou no poder até 1976. James Callaghan (1976-1979), com governo minoritário teve que fazer acordo com os liberais (o pacto "Lib-Lab"). Enfrentou a greve de 1978. 

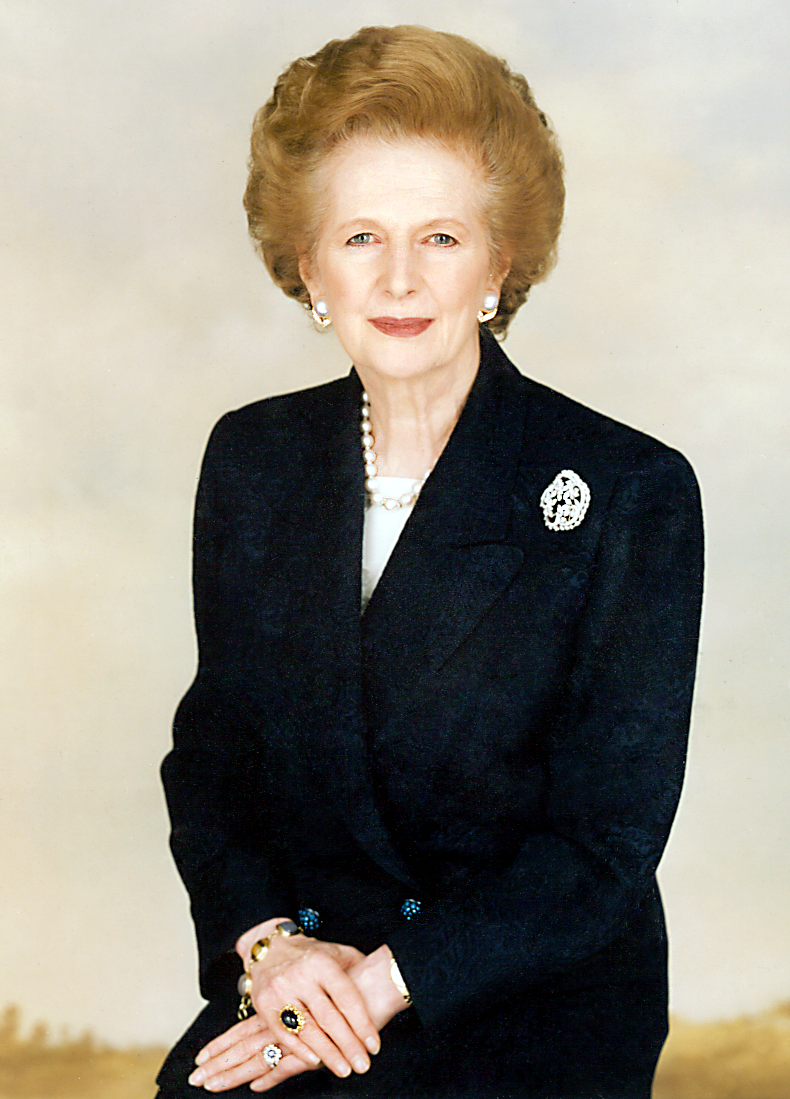
Margaret Thatcher, primeira ministra por três vezes consecutivas.

Margaret Thatcher (1979-1990) tentou diminuir o declínio econômico, fez uma reforma tributária inspirada em Milton Friedman. Como resultado a inflação caiu mas o desemprego não. Em seu governo, o Reino Unido declarou guerra à Argentina pela posse das Ilhas Malvinas (ou Ilhas Falkland) na chamada Guerra das Malvinas. Margaret Thatcher enfrentou a greve dos mineiros em 1984 e o IRA que efetuou um atentado em Brighton, durante o Congresso do Partido Conservador do Reino Unido. Ela começou uma longa série de privatizações de empresas públicas que aumentou o desemprego. Thatcher apoiou Ronald Reagan em sua política de defesa contra a União Soviética, mas com Mikhail Gorbatchev chegando ao poder em 1985, ela reviu sua posição.
John Major (1990-1997), primeiro ministro que enfrentou a Guerra do Golfo (1990-1991) e a recessão mundial. Tony Blair (1997-2007) se tornou primeiro-ministro após a vitória do Partido Trabalhista nas eleições, em seu primeiro mandato deu independência ao Banco da Inglaterra, assinou o acordo de paz com Belfast em 10 de abril de 1998, organizou a Guerra do Kosovo. Em seu segundo mandato a partir de 2001, focou seus esforços sobre os serviços públicos de saúde e educação. Em 2003 o acordo de paz com Belfast foi suspenso. No mesmo ano enfrentou uma crise face ao suicídio de David Kelly, que havia criticado duramente Blair a respeito da Guerra do Iraque, afirmando que ela não era justificada. Sua política estrangeira em seu segundo mandato foi de apoio ao Estados Unidos frente à Guerra do Afeganistão e à do Iraque após os atentados de 11 de setembro. Em seu terceiro mandato iniciado em 2005, Blair assumiu as funções de presidente do Conselho de Chefes de Estados e da União Europeia, enfrentou os atentados terrorista de 7 de julho de 2005 em Londres. Após mais de 10 anos servindo no cargo, Tony Blair anunciou sua renúncia e após a vitória de seu partido nas eleições ele entregou o cargo ao Chanceler do Tesouro Gordon Brown (2007-2010), que se tornou primeiro-ministro 2007, sua administração coincidiu com a recessão global , durante a qual Brown pediu uma ação fiscal na tentativa de estimular a demanda agregada. Domesticamente, a administração de Brown introduziu um pacote de resgate bancário no valor de cerca de £ 500 bilhões (aproximadamente US$ 850 bilhões) e um corte temporário de 2,5% no imposto sobre valor agregado. Quanto a política externa, ele reforçou a aliança com os EUA e deu apoio a Guerra do Iraque além de melhorar a relação britânica com a França.

#### Brexit
O Partido Conservador venceu as eleições gerais de 2010, Gordon Brown deixou o cargo e o líder da oposição David Cameron (2010-2016) do partido conservador assumiu e permaneceu no cargo até 2016, ele renunciou após o povo votar a favor da saída do Reino Unido da União Europeia, ele fez uma extensa campanha contra a saída e após falhar ele renunciou após 6 anos de governo. Cameron é saudado por revitalizar e modernizar o Partido Conservador britânico e também por estabilizar a economia do país e controlar a dívida pública nacional, ao mesmo tempo ele também recebeu muitas críticas, de ambos os lados do espectro político, que o acusavam de oportunismo político e elitismo social. Após a renúncia de Cameron, a Ministra do Interior e parlamentar Theresa May (2016-2019) assumiu o cargo com a difícil tarefa de aprovar o acordo com a União Europeia para a saída do Reino Unido do bloco, com a popularidade ainda acima da média, ela convocou eleições gerais antecipadas ainda para aquele ano, com o propósito de fortalecer a posição dela como líder e ter mais controle sobre as negociações com a UE. A aposta fracassou, com os Conservadores fazendo uma campanha caótica e perdendo treze assentos na Câmara dos Comuns (em contrapartida, os Trabalhistas, de oposição, ganharam trinta assentos). O resultado foi um parlamento suspenso já que o Partido Conservador somou apenas 317 assentos dos 326 necessários para formar um governo de maioria. May teve que entrar em acordo com o Partido Unionista Democrático (ou DUP, na sigla em inglês) para formar um governo minoritário e se manter no poder. Desde então ela perdeu apoio de grande parte dos membros do seu próprio partido e recebeu um voto de não confiança dos parlamentares em dezembro de 2018 e outra moção em janeiro de 2019. Ela seguiu em frente e apresentou uma proposta de acordo com a UE mas este acordo foi derrotado no Parlamento, em janeiro de 2019, e as negociações com Bruxelas continuaram. Um novo acordo, revisado, foi proposto para o Parlamento e foi novamente derrotado, por 391 votos a 242, enfraquecendo a posição de May. Em 24 de maio de 2019, anunciou sua renúncia como primeira-ministra devido a sucessivas derrotas no parlamento, sendo efetiva em 7 de junho do mesmo ano, mas deixou o cargo de primeira-ministra em 24 de julho de 2019 sendo sucedida pelo ex-prefeito de Londres, Boris Johnson (2019-2022).